# Refugio Suecia
La Cabaña de Nordenskjöld es una cabaña de madera construida en febrero de 1902 por el cuerpo principal de la expedición sueca al polo sur dirigida por Otto Nordenskjöld, que utilizó la isla como base para explorar las áreas circundantes entre 1901 y 1903. Se encuentra en la isla Cerro Nevado, en la costa este de la península Antártica. Actualmente la República Argentina lo administra como el refugio Suecia.
Desde el 26 de julio de 1965 es Monumento Histórico Nacional de Argentina, por el decreto n.º 6058/1965 y como parte de la provincia de Tierra del Fuego, Antártida e Islas del Atlántico Sur. También está protegida por el Tratado Antártico, que la designó Sitio y Monumento Histórico n.º 38, a través de la designación RCTA VII-9 de 1972 y a raíz de una propuesta conjunta entre Argentina y el Reino Unido ante la Reunión Consultiva del Tratado Antártico.

## Cabaña de Nordenskjöld

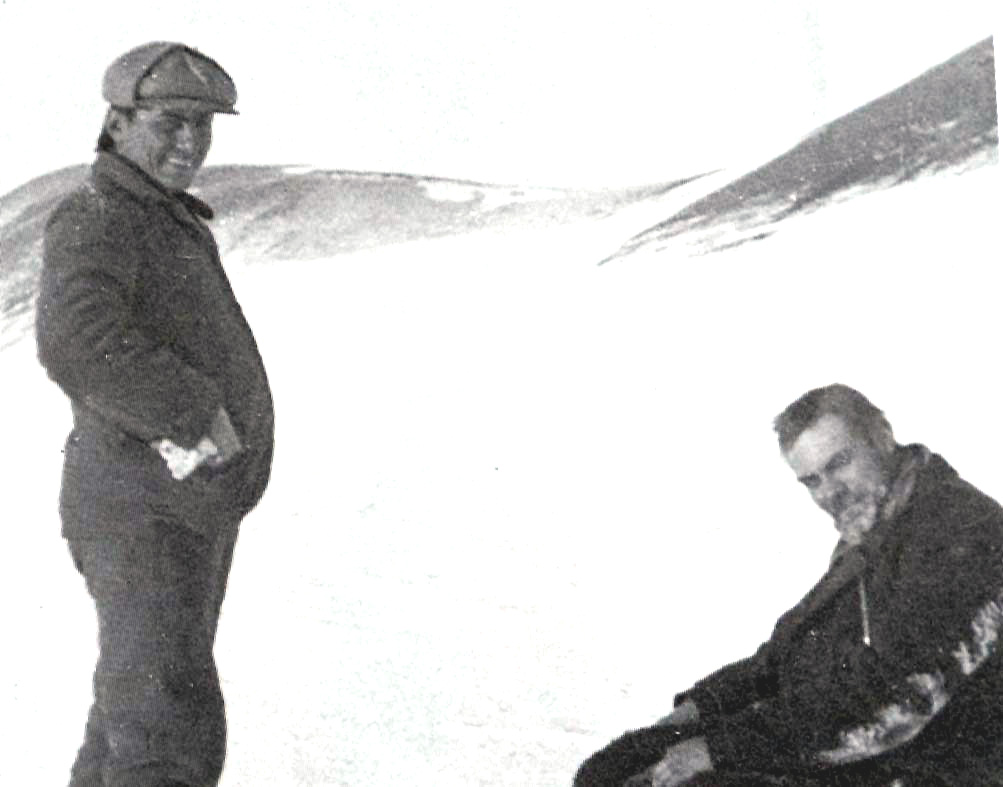
Otto Nordenskjöld (a la derecha) con José María Sobral (izquierda) en la isla Cerro Nevado, c. 1904.

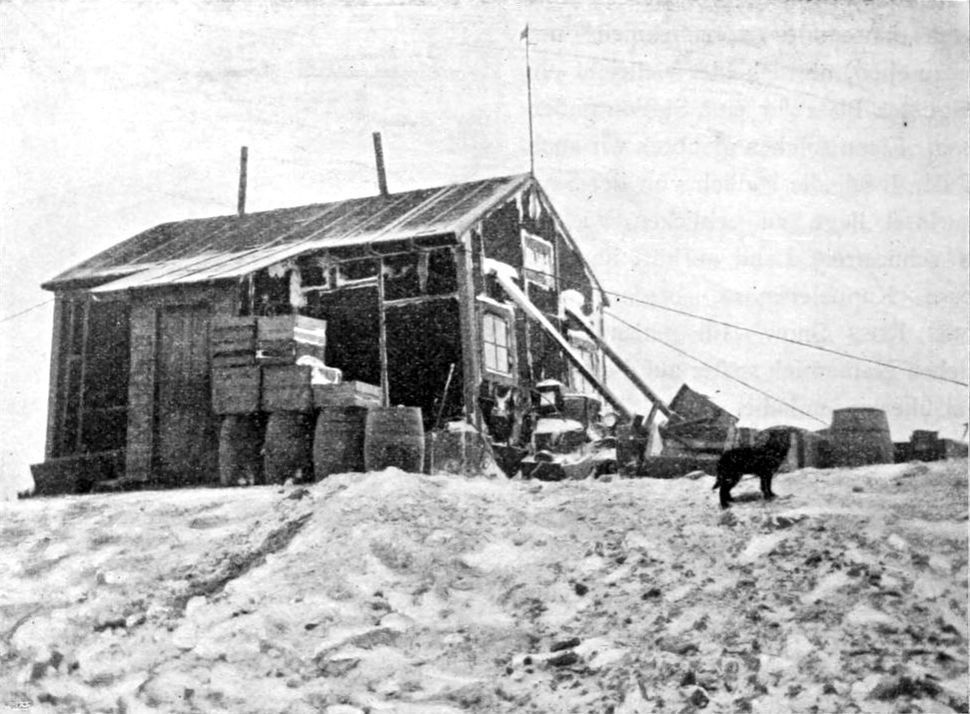
La cabaña en 1902.

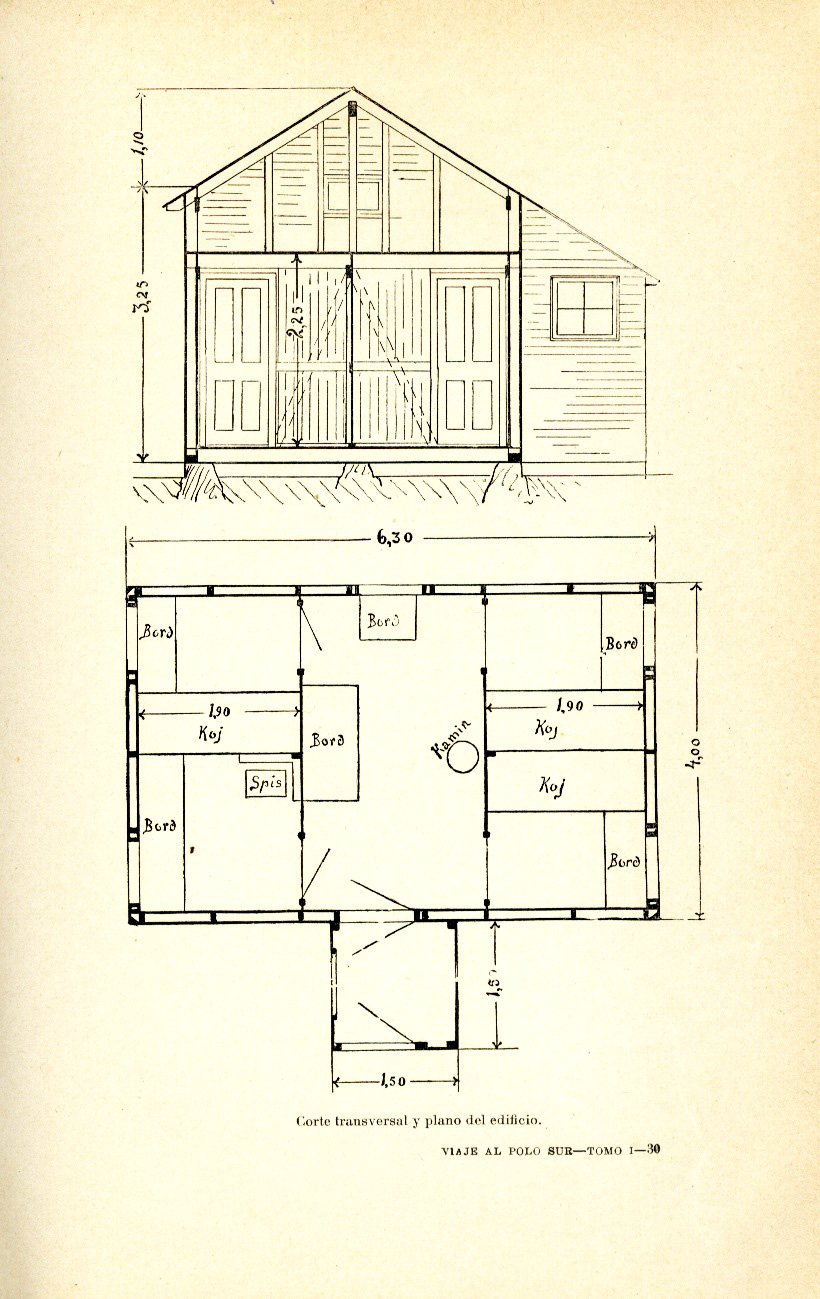
Diseño del refugio de Otto Nordenskjöld.

El 12 de febrero de 1902 llegó a la isla Cerro Nevado la Expedición Antártica Sueca liderada por Otto Nordenskjöld a bordo del velero Antarctic, provisto con un motor auxiliar de vapor. El capitán del barco era Carl Anton Larsen.
En la isla tuvieron que pasar el invierno el jefe de la expedición junto con el meteorólogo Gösta Bodman, el marinero Gustav Akerlund, todos ellos de nacionalidad sueca, y el argentino José María Sobral, alférez de navío. Realizarían trabajos meteorológicos, magnéticos, astronómicos e hidrográficos, así como expediciones sobre el hielo del mar a las islas vecinas y a la zona próxima de la Península Antártica, región luego conocida como Costa Nordenskjold, y que se extiende al suroeste de la isla.
En la costa noreste de la isla se montó una cabaña prefabricada de madera, cubierta exteriormente con chapas de cartón embreado. Constaba de cuatro pequeñas habitaciones, tres para servir de dormitorio a dos personas cada una, otra para la cocina y un espacio intermedio para ser utilizado como comedor y gabinete de trabajo. Tenía un altillo para guardar víveres y utensilios. Disponía de doble puerta que dejaban entre ellas espacio para un diminuto vestíbulo. Sus dimensiones eran de 6,5 m de largo por 4 m de ancho. La cabaña dio muy buen resultado, haciendo confortable los dos inviernos que en ella pasaron los cuatro expedicionarios. Nordenskjöld aconsejó después que si se volvía a emplear una cabaña de esta clase en próximas expediciones, sería aún más eficiente si era provista de doble pared, rellenando el espacio entre ambas paredes con serrín. También aconsejaba que el suelo del altillo debería estar cubierto con una lona impermeable, pues a ellos les goteó continuamente sobre sus habitaciones la compota almacenada allí, que se había desparramado al reventar por el frío los envases de vidrio que la contenían. Adyacente a la cabaña fue construida una instalación para observaciones magnéticas y varias casillas para los instrumentos meteorológicos.
Al llegar diciembre, el buque Antarctic que debía recogerlos, no pudo llegar a la isla debido al abundante hielo que ese año se había formado a lo largo de la Península Antártica, por lo que los expedicionarios de Cerro Nevado tuvieron que pasar otro invierno (el de 1903) en la cabaña. No estuvieron privados de víveres ya que al desembarcar habían sido provistos con abundancia. El Antarctic se encontraba a tres días de navegación de la isla pero cuantas búsquedas de paso entre los hielos realizaron fueron infructuosas.
Del barco, al comprobarse que no podía abrirse camino a través del hielo, desembarcaron tres personas: Andersson, Duse y Grunden, con provisiones para unos pocos días y dotados con un trineo. Debían caminar sobre el hielo de mar cerca de la orilla hasta la cabaña de Cerro Nevado para dar noticia de la imposibilidad del barco de pasar a recogerlos y proponer a Nordenskjöld realizar la marcha hacia el norte, al punto donde habían desembarcado, donde los del barco habían depositado abundantes provisiones para ellos, y pasarían a recogerlos. Calculaban que el viaje de ida duraría no más de cuatro días. Pero pronto encontraron que el mar estaba libre de hielo, extendiéndose el agua hasta la isla. No habiendo hielo de mar sobre el cual hasta entonces habían avanzado sin dificultad, tenían que continuar el viaje por tierra y, una vez estando a la altura de la isla, pasar a ella desde tierra firme.
Abandonaron el hielo de mar y alcanzaron tierra firme pero el camino que podía llevarlos hacia el sur era muy rocoso, para el que no estaban preparados, por lo que avanzaron con gran dificultad. Apareció inesperadamente el mal tiempo del ya cercano invierno y ya ni podían avanzar hacia Snow Hill ni volver al punto en el que habían desembarcado. Decidieron invernar en aquel inhóspito lugar, para lo que adosado a la pared de una roca, construyeron con piedras un diminuto refugio que cubrieron con el trineo y una lona. Habían abandonado el buque con muy pocas provisiones ya que el viaje hasta la cabaña caminando sobre el hielo de mar no ofrecía dificultad y la distancia a recorrer era corta. Las pocas horas de buen tiempo que aún gozaron las aprovecharon para matar centenares de pingüinos y alguna foca, que quedaron pronto congelados, siendo el único alimento así como de grasa para cocinar que dispusieron hasta que llegó el buen tiempo y pudieron continuar el viaje, otra vez por el hielo de mar, consiguiendo finalmente alcanzar la cabaña.
El Antarctic, tras desembarcar a las tres personas que habían de llegar caminando sobre el hielo hasta la cabaña, zarpó tratando de encontrar de nuevo un paso libre de hielo más al este de la península antártica, que le permitiese llegar, dando un rodeo, a la isla. Pero acabó siendo cercado por el hielo que lo hundió. Los náufragos consiguieron llegar con las barcas a la isla Paulet en la que construyeron una cabaña con piedras, utilizando los botes y el velamen como cubierta. Nueve meses después, la corbeta argentina Uruguay, al mando de Julián Irizar, que había salido en busca de los expedicionarios, encontró el mar libre de hielos, llegó a Cerro Nevado y recogió a los siete hombres que allí se encontraban. Días después, navegando en uno de los botes, también llegó desde la isla Paulet el capitán Larsen. El buque argentino embarcó a los que se encontraban en Cerro Nevado y navegó a la isla Paulet, recogió a los restantes tripulantes y los llevó a Buenos Aires.

## Refugio argentino
La Armada Argentina tomó posesión de la cabaña el 8 de enero de 1954, rebautizándola como refugio Suecia y procedió a su restauración. En esa jornada el capitán de fragata Luis T. De Villalobos, comandante del transporte ARA Bahía Aguirre, tomó posesión de las instalaciones de la cabaña en nombre del Gobierno de la República Argentina y dejó constancia del nuevo nombre. El mismo día en sus cercanías se construyó el refugio naval Betbeder. La cabaña fue utilizada como base para investigaciones de reconocimiento en los veranos de 1953-1954 y 1954-1955. A principios de la década de 1960 tenía un almacén con provisiones para tres personas durante tres meses.
La cabaña ha sido restaurada por el Instituto Antártico Argentino. Está habilitada como museo y contiene objetos originales de la expedición. Su conservación es llevada adelante por Argentina y Suecia.